# Christofer Fjellner
Gustav Christofer Ingemar Fjellner, född 13 december 1976 i Västerås, är en svensk moderat politiker och ledamot i Moderaternas partistyrelse. Han var förbundsordförande för Moderata Ungdomsförbundet 2002–2004 och EU-parlamentariker 2004–2019. Sedan 2022 är han oppositionsborgarråd och första vice ordförande i kommunstyrelsen i Stockholms stad.

## Biografi
Christofer Fjellner är son till brigadgeneral Tomas Fjellner. Han läste statsvetenskap och ekonomi vid universiteten i Lund och Uppsala. 
Han blev medlem i Moderaterna 1993 och var ledamot i Enköpings kommunfullmäktige 1998–2002. År 2002 valdes han till förbundsordförande för Moderata Ungdomsförbundet (MUF). Som förbundsordförande för MUF kritiserade han bland andra den nye moderatledaren Fredrik Reinfeldt, för dennes vridning av partiet mot den politiska mitten, och drog som svar i oktober 2003 igång en kampanj kallad Enjoy capitalism.
I Europaparlamentsvalet 2004 fick han 13 505 personröster och blev EU-parlamentariker. Som moderat tillhörde han den största gruppen i parlamentet, Europeiska folkpartiets grupp (kristdemokrater) (EPP). På grund av sitt nya uppdrag som Europaparlamentariker avgick han som MUF-ordförande i november 2004. Som EU-parlamentariker var han bland annat ledamot i utskottet för internationell handel och bland de frågor han har engagerat sig i finns frågan om snusförbud i EU, vilket han är emot. Han lämnade EU-parlamentet 2019, efter att ha valt att inte kandidera för omval i Europaparlamentsvalet 2019.
Christofer Fjellner fungerade som ordförande i Moderaternas idéprogramsgrupp som 2019–2020 tog fram ett nytt idéprogram för partiet. Den 7 november 2020 lämnades förslaget, som gick under rubriken ”Frihet och ansvar”, över till partistyrelsen. Programförslaget presenterade bland annat en ny syn på integration. Idéprogrammet antogs vid Moderaternas arbetsstämma 2021.
Fjellner var en av grundarna av företaget Look Closer AB. Han är även grundare till tankesmedjan EPHI ( Environment and Public Health Institute).
Han är medlem i Svenska missionskyrkan.